# Élections municipales de 2026 en Moselle
Pour un article plus général, voir Élections municipales françaises de 2026.
Les élections municipales en Moselle sont prévues en mars 2026. Cette page ne traite que les communes de 3 000 habitants et plus en Moselle.

## Résultats à l'échelle du département

### Maires sortants et maires élus
| Commune                    | Population (en 2022) | Maire sortant(e)         | Parti | Parti | Maire élu(e) | Parti | Parti |
| -------------------------- | -------------------- | ------------------------ | ----- | ----- | ------------ | ----- | ----- |
| Algrange                   | 5 928                | Patrick Peron            |       | PCF   |              |       |       |
| Amnéville                  | 10 853               | Éric Munier              |       | SE    |              |       |       |
| Ars-sur-Moselle            | 4 645                | Pascal Hody              |       | PS    |              |       |       |
| Audun-le-Tiche             | 7 268                | Viviane Fattorelli       |       | PCF   |              |       |       |
| Le Ban-Saint-Martin        | 4 637                | Henri Hasser             |       | DVD   |              |       |       |
| Behren-lès-Forbach         | 6 299                | Dominique Ferrau         |       | DVD   |              |       |       |
| Bitche                     | 4 899                | Benoît Kieffer           |       | HOR   |              |       |       |
| Boulay-Moselle             | 5 479                | Philippe Schutz          |       | LR    |              |       |       |
| Bousse                     | 3 254                | Pierre Kowalczyk         |       | SE    |              |       |       |
| Bouzonville                | 3 824                | Armel Chabane            |       | LR    |              |       |       |
| Carling                    | 3 332                | Gaston Adier             |       | DVD   |              |       |       |
| Clouange                   | 3 591                | Stéphane Boltz           |       | SE    |              |       |       |
| Cocheren                   | 3 351                | Jean-Bernard Martin      |       | SE    |              |       |       |
| Courcelles-Chaussy         | 3 005                | Luc Giamberini           |       | SE    |              |       |       |
| Créhange                   | 3 745                | François Lavergne        |       | DVD   |              |       |       |
| Creutzwald                 | 12 389               | Jean-Luc Wozniak         |       | DVD   |              |       |       |
| Fameck                     | 14 759               | Michel Liebgott          |       | PS    |              |       |       |
| Farébersviller             | 5 226                | Laurent Kleinhentz       |       | PS    |              |       |       |
| Faulquemont                | 5 154                | Béatrice Kempenich       |       | DVD   |              |       |       |
| Florange                   | 11 891               | Rémy Dick                |       | LR    |              |       |       |
| Folschviller               | 3 937                | Didier Zimny             |       | PRV   |              |       |       |
| Fontoy                     | 3 163                | Mathieu Weis             |       | DVD   |              |       |       |
| Forbach                    | 21 111               | Alexandre Cassaro        |       | LR    |              |       |       |
| Freyming-Merlebach         | 13 069               | Pierre Lang              |       | LR    |              |       |       |
| Gandrange                  | 3 006                | Henri Octave             |       | PS    |              |       |       |
| Grosbliederstroff          | 3 322                | Pascal Weisslinger       |       | SE    |              |       |       |
| Guénange                   | 7 922                | Pierre Tacconi           |       | PRV   |              |       |       |
| Hagondange                 | 9 300                | Valérie Romilly          |       | DVD   |              |       |       |
| Hayange                    | 16 013               | Fabien Engelmann         |       | RN    |              |       |       |
| Hettange-Grande            | 7 768                | Roland Balcerzak         |       | LR    |              |       |       |
| Hombourg-Haut              | 6 122                | Laurent Muller           |       | LR    |              |       |       |
| L'Hôpital                  | 5 179                | Emmanuel Schuler         |       | DVC   |              |       |       |
| Knutange                   | 3 206                | Fabrice Cerbai           |       | PCF   |              |       |       |
| Longeville-lès-Metz        | 4 017                | Delphine Firtion         |       | DVD   |              |       |       |
| Longeville-lès-Saint-Avold | 3 592                | Emmanuel Thiry           |       | DVD   |              |       |       |
| Maizières-lès-Metz         | 11 725               | Julien Freyburger        |       | LR    |              |       |       |
| Manom                      | 3 074                | Marie-Laurence Herfeld   |       | SE    |              |       |       |
| Marange-Silvange           | 6 517                | Yves Muller              |       | MoDem |              |       |       |
| Marly                      | 9 937                | Thierry Hory             |       | LR    |              |       |       |
| Metz                       | 121 695              | François Grosdidier      |       | SL    |              |       |       |
| Mondelange                 | 5 739                | Rémy Sadocco             |       | LR    |              |       |       |
| Montigny-lès-Metz          | 21 869               | Jean-Luc Bohl            |       | HOR   |              |       |       |
| Morhange                   | 3 347                | Christian Stinco         |       | SE    |              |       |       |
| Moulins-lès-Metz           | 5 161                | Jean Bauchez             |       | DVD   |              |       |       |
| Moyeuvre-Grande            | 7 320                | Franck Roviero           |       | DVG   |              |       |       |
| Nilvange                   | 4 375                | Alexandra Rebstock-Pinna |       | DVC   |              |       |       |
| Ottange                    | 3 012                | Fabienne Menichetti      |       | PS    |              |       |       |
| Petite-Rosselle            | 6 176                | Eric Federspiel          |       | DVD   |              |       |       |
| Phalsbourg                 | 4 657                | Jean-Louis Madelaine     |       | DVC   |              |       |       |
| Puttelange-aux-Lacs        | 3 058                | Claude Decker            |       | DVD   |              |       |       |
| Rombas                     | 9 534                | Lionel Fournier          |       | DVG   |              |       |       |
| Saint-Avold                | 14 828               | René Steiner             |       | DVC   |              |       |       |
| Saint-Julien-lès-Metz      | 3 562                | Franck Osswald           |       | SE    |              |       |       |
| Sainte-Marie-aux-Chênes    | 4 512                | Sylvie Lamarque          |       | DVG   |              |       |       |
| Sarralbe                   | 4 386                | Pierre-Jean Didiot       |       | RE    |              |       |       |
| Sarrebourg                 | 12 274               | Alain Marty              |       | LR    |              |       |       |
| Sarreguemines              | 20 324               | Marc Zingraff            |       | DVC   |              |       |       |
| Serémange-Erzange          | 4 188                | Serge Jurczak            |       | PCF   |              |       |       |
| Spicheren                  | 3 180                | Claude Klein             |       | SE    |              |       |       |
| Stiring-Wendel             | 11 048               | Yves Ludwig              |       | DVD   |              |       |       |
| Talange                    | 8 044                | Patrick Abate            |       | PCF   |              |       |       |
| Terville                   | 7 609                | Olivier Postal           |       | LR    |              |       |       |
| Thionville                 | 42 778               | Pierre Cuny              |       | HOR   |              |       |       |
| Uckange                    | 7 001                | Gérard Léonardi          |       | PS    |              |       |       |
| Woippy                     | 14 394               | Cédric Gouth             |       | DVC   |              |       |       |
| Yutz                       | 17 497               | Clémence Pouget          |       | SE    |              |       |       |

### Résultats en nombre de maires
| Partis               | Partis                    | Maires sortants | Maires élus | Évolution |
| -------------------- | ------------------------- | --------------- | ----------- | --------- |
|                      | Divers droite             | 14              |             |           |
|                      | Les Républicains          | 12              |             |           |
|                      | Soyons libres             | 1               |             |           |
| Total droite         | Total droite              | 27              |             |           |
|                      | Parti socialiste          | 6               |             |           |
|                      | Parti communiste français | 5               |             |           |
|                      | Divers gauche             | 3               |             |           |
| Total gauche         | Total gauche              | 14              |             |           |
|                      | Divers centre             | 6               |             |           |
|                      | Horizons                  | 3               |             |           |
|                      | Parti radical             | 2               |             |           |
|                      | Mouvement démocrate       | 1               |             |           |
|                      | Renaissance               | 1               |             |           |
| Total centre         | Total centre              | 13              |             |           |
|                      | Rassemblement national    | 1               |             |           |
| Total extrême droite | Total extrême droite      | 1               |             |           |
|                      | Sans étiquette            | 11              |             |           |
| Total                | Total                     | 66              | 66          | -         |

## Résultats dans les communes de plus de 3 000 habitants

### Algrange
- Maire sortant : Patrick Peron (PCF)
- 29 sièges à pourvoir au conseil municipal (population légale 2022 : 5 928 habitants)
- 5 sièges à pourvoir au conseil communautaire (CA du Val de Fensch)

| Tête de liste            | Tête de liste  | Parti(s) | Nuance | Premier tour | Premier tour | Second tour | Second tour | Sièges | Sièges |
| Tête de liste            | Tête de liste  | Parti(s) | Nuance | Voix         | %            | Voix        | %           | CM     | CC     |
| ------------------------ | -------------- | -------- | ------ | ------------ | ------------ | ----------- | ----------- | ------ | ------ |
|                          | Patrick Peron, | PCF      |        |              |              |             |             |        |        |
|                          | À déterminer   | RN       |        |              |              |             |             |        |        |
|                          |                |          |        |              |              |             |             |        |        |
| Exprimés                 |                |          |        |              |              |             |             |        |        |
| Votes blancs             |                |          |        |              |              |             |             |        |        |
| Votes nuls               |                |          |        |              |              |             |             |        |        |
| Total                    | Total          | Total    | Total  |              | 100          |             | 100         | 29     | 5      |
| Absentions               |                |          |        |              |              |             |             |        |        |
| Inscrits / participation |                |          |        |              |              |             |             |        |        |

### Amnéville
- Maire sortant : Éric Munier (SE)
- 33 sièges à pourvoir au conseil municipal (population légale 2022 : 10 853 habitants)
- 9 sièges à pourvoir au conseil communautaire (CC du Pays Orne-Moselle)

| Tête de liste            | Tête de liste | Parti(s) | Nuance | Premier tour | Premier tour | Second tour | Second tour | Sièges | Sièges |
| Tête de liste            | Tête de liste | Parti(s) | Nuance | Voix         | %            | Voix        | %           | CM     | CC     |
| ------------------------ | ------------- | -------- | ------ | ------------ | ------------ | ----------- | ----------- | ------ | ------ |
|                          | À déterminer  | RN       |        |              |              |             |             |        |        |
|                          |               |          |        |              |              |             |             |        |        |
| Exprimés                 |               |          |        |              |              |             |             |        |        |
| Votes blancs             |               |          |        |              |              |             |             |        |        |
| Votes nuls               |               |          |        |              |              |             |             |        |        |
| Total                    | Total         | Total    | Total  |              | 100          |             | 100         | 33     | 9      |
| Absentions               |               |          |        |              |              |             |             |        |        |
| Inscrits / participation |               |          |        |              |              |             |             |        |        |

### Ars-sur-Moselle
- Maire sortant : Pascal Hody (PS)
- 27 sièges à pourvoir au conseil municipal (population légale 2022 : 4 645 habitants)
- 1 siège à pourvoir au conseil communautaire (Eurométropole de Metz)

| Tête de liste | Tête de liste | Parti(s) | Nuance | Premier tour | Premier tour | Second tour | Second tour | Sièges | Sièges |
| Tête de liste | Tête de liste | Parti(s) | Nuance | Voix         | %            | Voix        | %           | CM     | CC     |
| ------------- | ------------- | -------- | ------ | ------------ | ------------ | ----------- | ----------- | ------ | ------ |

### Audun-le-Tiche
- Maire sortante : Viviane Fattorelli (PCF)
- 29 sièges à pourvoir au conseil municipal (population légale 2022 : 7 268 habitants)
- 7 sièges à pourvoir au conseil communautaire (CC du Pays Haut Val d'Alzette)

| Tête de liste            | Tête de liste | Parti(s) | Nuance | Premier tour | Premier tour | Second tour | Second tour | Sièges | Sièges |
| Tête de liste            | Tête de liste | Parti(s) | Nuance | Voix         | %            | Voix        | %           | CM     | CC     |
| ------------------------ | ------------- | -------- | ------ | ------------ | ------------ | ----------- | ----------- | ------ | ------ |
|                          | À déterminer  | RN       |        |              |              |             |             |        |        |
|                          |               |          |        |              |              |             |             |        |        |
| Exprimés                 |               |          |        |              |              |             |             |        |        |
| Votes blancs             |               |          |        |              |              |             |             |        |        |
| Votes nuls               |               |          |        |              |              |             |             |        |        |
| Total                    | Total         | Total    | Total  |              | 100          |             | 100         | 29     | 7      |
| Absentions               |               |          |        |              |              |             |             |        |        |
| Inscrits / participation |               |          |        |              |              |             |             |        |        |

### Le Ban-Saint-Martin
- Maire sortant : Henri Hasser (DVD)
- 27 sièges à pourvoir au conseil municipal (population légale 2022 : 4 637 habitants)
- 1 siège à pourvoir au conseil communautaire (Eurométropole de Metz)

| Tête de liste | Tête de liste | Parti(s) | Nuance | Premier tour | Premier tour | Second tour | Second tour | Sièges | Sièges |
| Tête de liste | Tête de liste | Parti(s) | Nuance | Voix         | %            | Voix        | %           | CM     | CC     |
| ------------- | ------------- | -------- | ------ | ------------ | ------------ | ----------- | ----------- | ------ | ------ |

### Behren-lès-Forbach
- Maire sortant : Dominique Ferrau (DVD)
- 29 sièges à pourvoir au conseil municipal (population légale 2022 : 6 299 habitants)
- 5 sièges à pourvoir au conseil communautaire (CA de Frobach Porte de France)

| Tête de liste | Tête de liste | Parti(s) | Nuance | Premier tour | Premier tour | Second tour | Second tour | Sièges | Sièges |
| Tête de liste | Tête de liste | Parti(s) | Nuance | Voix         | %            | Voix        | %           | CM     | CC     |
| ------------- | ------------- | -------- | ------ | ------------ | ------------ | ----------- | ----------- | ------ | ------ |

### Bitche
- Maire sortant : Benoît Kieffer (HOR)
- 27 sièges à pourvoir au conseil municipal (population légale 2022 : 4 899 habitants)
- 10 sièges à pourvoir au conseil communautaire (CC du Pays de Bitche)

| Tête de liste | Tête de liste | Parti(s) | Nuance | Premier tour | Premier tour | Second tour | Second tour | Sièges | Sièges |
| Tête de liste | Tête de liste | Parti(s) | Nuance | Voix         | %            | Voix        | %           | CM     | CC     |
| ------------- | ------------- | -------- | ------ | ------------ | ------------ | ----------- | ----------- | ------ | ------ |

### Boulay-Moselle
- Maire sortant : Philippe Schutz (LR)
- 29 sièges à pourvoir au conseil municipal (population légale 2022 : 5 479 habitants)
- 14 sièges à pourvoir au conseil communautaire (CC de la Houve et du Pays Boulageois)

| Tête de liste | Tête de liste | Parti(s) | Nuance | Premier tour | Premier tour | Second tour | Second tour | Sièges | Sièges |
| Tête de liste | Tête de liste | Parti(s) | Nuance | Voix         | %            | Voix        | %           | CM     | CC     |
| ------------- | ------------- | -------- | ------ | ------------ | ------------ | ----------- | ----------- | ------ | ------ |

### Bousse
- Maire sortant : Pierre Kowalczyk (SE)
- 23 sièges à pourvoir au conseil municipal (population légale 2022 : 3 254 habitants)
- 4 sièges à pourvoir au conseil communautaire (CC de l'Arc mosellan)

| Tête de liste | Tête de liste | Parti(s) | Nuance | Premier tour | Premier tour | Second tour | Second tour | Sièges | Sièges |
| Tête de liste | Tête de liste | Parti(s) | Nuance | Voix         | %            | Voix        | %           | CM     | CC     |
| ------------- | ------------- | -------- | ------ | ------------ | ------------ | ----------- | ----------- | ------ | ------ |

### Bouzonville
- Maire sortant : Armel Chabane (LR)
- 27 sièges à pourvoir au conseil municipal (population légale 2022 : 3 824 habitants)
- 10 sièges à pourvoir au conseil communautaire (CC Bouzonvillois - Trois Frontières)

| Tête de liste | Tête de liste | Parti(s) | Nuance | Premier tour | Premier tour | Second tour | Second tour | Sièges | Sièges |
| Tête de liste | Tête de liste | Parti(s) | Nuance | Voix         | %            | Voix        | %           | CM     | CC     |
| ------------- | ------------- | -------- | ------ | ------------ | ------------ | ----------- | ----------- | ------ | ------ |

### Carling
- Maire sortant : Gaston Adier (DVD)
- 23 sièges à pourvoir au conseil municipal (population légale 2022 : 3 332 habitants)
- 4 sièges à pourvoir au conseil communautaire (CA Saint-Avold Synergie)

| Tête de liste | Tête de liste | Parti(s) | Nuance | Premier tour | Premier tour | Second tour | Second tour | Sièges | Sièges |
| Tête de liste | Tête de liste | Parti(s) | Nuance | Voix         | %            | Voix        | %           | CM     | CC     |
| ------------- | ------------- | -------- | ------ | ------------ | ------------ | ----------- | ----------- | ------ | ------ |

### Clouange
- Maire sortant : Stéphane Boltz (SE)
- 27 sièges à pourvoir au conseil municipal (population légale 2022 : 3 591 habitants)
- 3 sièges à pourvoir au conseil communautaire (CC du Pays Orne-Moselle)

| Tête de liste | Tête de liste | Parti(s) | Nuance | Premier tour | Premier tour | Second tour | Second tour | Sièges | Sièges |
| Tête de liste | Tête de liste | Parti(s) | Nuance | Voix         | %            | Voix        | %           | CM     | CC     |
| ------------- | ------------- | -------- | ------ | ------------ | ------------ | ----------- | ----------- | ------ | ------ |

### Cocheren
- Maire sortant : Jean-Bernard Martin (SE)
- 23 sièges à pourvoir au conseil municipal (population légale 2022 : 3 351 habitants)
- 3 sièges à pourvoir au conseil communautaire (CA de Forbach Porte de France)

| Tête de liste | Tête de liste | Parti(s) | Nuance | Premier tour | Premier tour | Second tour | Second tour | Sièges | Sièges |
| Tête de liste | Tête de liste | Parti(s) | Nuance | Voix         | %            | Voix        | %           | CM     | CC     |
| ------------- | ------------- | -------- | ------ | ------------ | ------------ | ----------- | ----------- | ------ | ------ |

### Courcelles-Chaussy
- Maire sortant : Luc Giamberini (SE)
- 23 sièges à pourvoir au conseil municipal (population légale 2022 : 3 005 habitants)
- 7 sièges à pourvoir au conseil communautaire (CC Haut Chemin - Pays de Pange)

| Tête de liste | Tête de liste | Parti(s) | Nuance | Premier tour | Premier tour | Second tour | Second tour | Sièges | Sièges |
| Tête de liste | Tête de liste | Parti(s) | Nuance | Voix         | %            | Voix        | %           | CM     | CC     |
| ------------- | ------------- | -------- | ------ | ------------ | ------------ | ----------- | ----------- | ------ | ------ |

### Créhange
- Maire sortant : François Lavergne (DVD)
- 27 sièges à pourvoir au conseil municipal (population légale 2022 : 3 745 habitants)
- 7 sièges à pourvoir au conseil communautaire (CC du District Urbain de Faulquemont)

| Tête de liste | Tête de liste | Parti(s) | Nuance | Premier tour | Premier tour | Second tour | Second tour | Sièges | Sièges |
| Tête de liste | Tête de liste | Parti(s) | Nuance | Voix         | %            | Voix        | %           | CM     | CC     |
| ------------- | ------------- | -------- | ------ | ------------ | ------------ | ----------- | ----------- | ------ | ------ |

### Creutzwald
- Maire sortant : Jean-Luc Wozniak (DVD), ne se représente pas[4].
- 33 sièges à pourvoir au conseil municipal (population légale 2022 : 12 389 habitants)
- 16 sièges à pourvoir au conseil communautaire (CC du Warndt)

| Tête de liste            | Tête de liste      | Parti(s) | Nuance | Premier tour | Premier tour | Second tour | Second tour | Sièges | Sièges |
| Tête de liste            | Tête de liste      | Parti(s) | Nuance | Voix         | %            | Voix        | %           | CM     | CC     |
| ------------------------ | ------------------ | -------- | ------ | ------------ | ------------ | ----------- | ----------- | ------ | ------ |
|                          | Salvatore Fioretto | DVD      |        |              |              |             |             |        |        |
|                          | Eric Helwing       | DVD      |        |              |              |             |             |        |        |
|                          |                    |          |        |              |              |             |             |        |        |
| Exprimés                 |                    |          |        |              |              |             |             |        |        |
| Votes blancs             |                    |          |        |              |              |             |             |        |        |
| Votes nuls               |                    |          |        |              |              |             |             |        |        |
| Total                    | Total              | Total    | Total  |              | 100          |             | 100         | 33     | 16     |
| Absentions               |                    |          |        |              |              |             |             |        |        |
| Inscrits / participation |                    |          |        |              |              |             |             |        |        |

### Fameck
- Maire sortant : Michel Liebgott (PS)
- 33 sièges à pourvoir au conseil municipal (population légale 2022 : 14 759 habitants)
- 10 sièges à pourvoir au conseil communautaire (CA du Val de Fensch)

| Tête de liste            | Tête de liste    | Parti(s) | Nuance | Premier tour | Premier tour | Second tour | Second tour | Sièges | Sièges |
| Tête de liste            | Tête de liste    | Parti(s) | Nuance | Voix         | %            | Voix        | %           | CM     | CC     |
| ------------------------ | ---------------- | -------- | ------ | ------------ | ------------ | ----------- | ----------- | ------ | ------ |
|                          | Michel Liebgott, | PS       |        |              |              |             |             |        |        |
|                          | À déterminer     | RN       |        |              |              |             |             |        |        |
|                          |                  |          |        |              |              |             |             |        |        |
| Exprimés                 |                  |          |        |              |              |             |             |        |        |
| Votes blancs             |                  |          |        |              |              |             |             |        |        |
| Votes nuls               |                  |          |        |              |              |             |             |        |        |
| Total                    | Total            | Total    | Total  |              | 100          |             | 100         | 33     | 10     |
| Absentions               |                  |          |        |              |              |             |             |        |        |
| Inscrits / participation |                  |          |        |              |              |             |             |        |        |

### Farébersviller
- Maire sortant : Laurent Kleinhentz (PS)
- 29 sièges à pourvoir au conseil municipal (population légale 2022 : 5 226 habitants)
- 6 sièges à pourvoir au conseil communautaire (CC de Freyming-Merlebach)

| Tête de liste | Tête de liste | Parti(s) | Nuance | Premier tour | Premier tour | Second tour | Second tour | Sièges | Sièges |
| Tête de liste | Tête de liste | Parti(s) | Nuance | Voix         | %            | Voix        | %           | CM     | CC     |
| ------------- | ------------- | -------- | ------ | ------------ | ------------ | ----------- | ----------- | ------ | ------ |

### Faulquemont
- Maire sortante : Béatrice Kempenich (DVD)
- 29 sièges à pourvoir au conseil municipal (population légale 2022 : 5 154 habitants)
- 10 sièges à pourvoir au conseil communautaire (CC du District Urbain de Faulquemont)

| Tête de liste | Tête de liste | Parti(s) | Nuance | Premier tour | Premier tour | Second tour | Second tour | Sièges | Sièges |
| Tête de liste | Tête de liste | Parti(s) | Nuance | Voix         | %            | Voix        | %           | CM     | CC     |
| ------------- | ------------- | -------- | ------ | ------------ | ------------ | ----------- | ----------- | ------ | ------ |

### Florange
- Maire sortant : Rémy Dick (LR)
- 33 sièges à pourvoir au conseil municipal (population légale 2022 : 11 891 habitants)
- 9 sièges à pourvoir au conseil communautaire (CA du Val de Fensch)

| Tête de liste            | Tête de liste  | Parti(s) | Nuance | Premier tour | Premier tour | Second tour | Second tour | Sièges | Sièges |
| Tête de liste            | Tête de liste  | Parti(s) | Nuance | Voix         | %            | Voix        | %           | CM     | CC     |
| ------------------------ | -------------- | -------- | ------ | ------------ | ------------ | ----------- | ----------- | ------ | ------ |
|                          | Anthony Winkel | PS-DVC   |        |              |              |             |             |        |        |
|                          | Rémy Dick,     | LR       |        |              |              |             |             |        |        |
|                          |                |          |        |              |              |             |             |        |        |
| Exprimés                 |                |          |        |              |              |             |             |        |        |
| Votes blancs             |                |          |        |              |              |             |             |        |        |
| Votes nuls               |                |          |        |              |              |             |             |        |        |
| Total                    | Total          | Total    | Total  |              | 100          |             | 100         | 33     | 9      |
| Absentions               |                |          |        |              |              |             |             |        |        |
| Inscrits / participation |                |          |        |              |              |             |             |        |        |

### Folschviller
- Maire sortant : Didier Zimny (PRV)
- 27 sièges à pourvoir au conseil municipal (population légale 2022 : 3 937 habitants)
- 4 sièges à pourvoir au conseil communautaire (CA Saint-Avold Synergie)

| Tête de liste | Tête de liste | Parti(s) | Nuance | Premier tour | Premier tour | Second tour | Second tour | Sièges | Sièges |
| Tête de liste | Tête de liste | Parti(s) | Nuance | Voix         | %            | Voix        | %           | CM     | CC     |
| ------------- | ------------- | -------- | ------ | ------------ | ------------ | ----------- | ----------- | ------ | ------ |

### Fontoy
- Maire sortant : Mathieu Weis (DVD)
- 23 sièges à pourvoir au conseil municipal (population légale 2022 : 3 163 habitants)
- 2 sièges à pourvoir au conseil communautaire (CA Portes de France-Thionville)

| Tête de liste | Tête de liste | Parti(s) | Nuance | Premier tour | Premier tour | Second tour | Second tour | Sièges | Sièges |
| Tête de liste | Tête de liste | Parti(s) | Nuance | Voix         | %            | Voix        | %           | CM     | CC     |
| ------------- | ------------- | -------- | ------ | ------------ | ------------ | ----------- | ----------- | ------ | ------ |

### Forbach
- Maire sortant : Alexandre Cassaro (LR)
- 35 sièges à pourvoir au conseil municipal (population légale 2022 : 21 111 habitants)
- 15 sièges à pourvoir au conseil communautaire (CA de Forbach Porte de France)

| Tête de liste            | Tête de liste  | Parti(s) | Nuance | Premier tour | Premier tour | Second tour | Second tour | Sièges | Sièges |
| Tête de liste            | Tête de liste  | Parti(s) | Nuance | Voix         | %            | Voix        | %           | CM     | CC     |
| ------------------------ | -------------- | -------- | ------ | ------------ | ------------ | ----------- | ----------- | ------ | ------ |
|                          | Abdah Griffete | SE       |        |              |              |             |             |        |        |
|                          |                |          |        |              |              |             |             |        |        |
| Exprimés                 |                |          |        |              |              |             |             |        |        |
| Votes blancs             |                |          |        |              |              |             |             |        |        |
| Votes nuls               |                |          |        |              |              |             |             |        |        |
| Total                    | Total          | Total    | Total  |              | 100          |             | 100         | 35     | 15     |
| Absentions               |                |          |        |              |              |             |             |        |        |
| Inscrits / participation |                |          |        |              |              |             |             |        |        |

### Freyming-Merlebach
- Maire sortant : Pierre Lang (LR), ne se représente pas[8].
- 33 sièges à pourvoir au conseil municipal (population légale 2022 : 13 069 habitants)
- 15 sièges à pourvoir au conseil communautaire (CC de Freyming-Merlebach)

| Tête de liste | Tête de liste | Parti(s) | Nuance | Premier tour | Premier tour | Second tour | Second tour | Sièges | Sièges |
| Tête de liste | Tête de liste | Parti(s) | Nuance | Voix         | %            | Voix        | %           | CM     | CC     |
| ------------- | ------------- | -------- | ------ | ------------ | ------------ | ----------- | ----------- | ------ | ------ |

### Gandrange
- Maire sortant : Henri Octave (PS)
- 23 sièges à pourvoir au conseil municipal (population légale 2022 : 3 006 habitants)
- 2 sièges à pourvoir au conseil communautaire (CC Rives de Moselle)

| Tête de liste | Tête de liste | Parti(s) | Nuance | Premier tour | Premier tour | Second tour | Second tour | Sièges | Sièges |
| Tête de liste | Tête de liste | Parti(s) | Nuance | Voix         | %            | Voix        | %           | CM     | CC     |
| ------------- | ------------- | -------- | ------ | ------------ | ------------ | ----------- | ----------- | ------ | ------ |

### Grosbliederstroff
- Maire sortant : Pascal Weisslinger (SE)
- 23 sièges à pourvoir au conseil municipal (population légale 2022 : 3 322 habitants)
- 4 sièges à pourvoir au conseil communautaire (CA Sarreguemines Confluences)

| Tête de liste | Tête de liste | Parti(s) | Nuance | Premier tour | Premier tour | Second tour | Second tour | Sièges | Sièges |
| Tête de liste | Tête de liste | Parti(s) | Nuance | Voix         | %            | Voix        | %           | CM     | CC     |
| ------------- | ------------- | -------- | ------ | ------------ | ------------ | ----------- | ----------- | ------ | ------ |

### Guénange
- Maire sortant : Pierre Tacconi (PRV)
- 29 sièges à pourvoir au conseil municipal (population légale 2022 : 7 922 habitants)
- 11 sièges à pourvoir au conseil communautaire (CC de l'Arc mosellan)

| Tête de liste | Tête de liste | Parti(s) | Nuance | Premier tour | Premier tour | Second tour | Second tour | Sièges | Sièges |
| Tête de liste | Tête de liste | Parti(s) | Nuance | Voix         | %            | Voix        | %           | CM     | CC     |
| ------------- | ------------- | -------- | ------ | ------------ | ------------ | ----------- | ----------- | ------ | ------ |

### Hagondange
- Maire sortante : Valérie Romilly (DVD)
- 29 sièges à pourvoir au conseil municipal (population légale 2022 : 9 300 habitants)
- 9 sièges à pourvoir au conseil communautaire (CC Rives de Moselle)

| Tête de liste | Tête de liste | Parti(s) | Nuance | Premier tour | Premier tour | Second tour | Second tour | Sièges | Sièges |
| Tête de liste | Tête de liste | Parti(s) | Nuance | Voix         | %            | Voix        | %           | CM     | CC     |
| ------------- | ------------- | -------- | ------ | ------------ | ------------ | ----------- | ----------- | ------ | ------ |

### Hayange
- Maire sortant : Fabien Engelmann (RN)
- 33 sièges à pourvoir au conseil municipal (population légale 2022 : 16 013 habitants)
- 10 sièges à pourvoir au conseil communautaire (CA du Val de Fensch)

| Tête de liste            | Tête de liste           | Parti(s) | Nuance | Premier tour | Premier tour | Second tour | Second tour | Sièges | Sièges |
| Tête de liste            | Tête de liste           | Parti(s) | Nuance | Voix         | %            | Voix        | %           | CM     | CC     |
| ------------------------ | ----------------------- | -------- | ------ | ------------ | ------------ | ----------- | ----------- | ------ | ------ |
|                          | Nathalie Ambrosin-Chini | PS       |        |              |              |             |             |        |        |
|                          | Fabien Engelmann,       | RN       |        |              |              |             |             |        |        |
|                          |                         |          |        |              |              |             |             |        |        |
| Exprimés                 |                         |          |        |              |              |             |             |        |        |
| Votes blancs             |                         |          |        |              |              |             |             |        |        |
| Votes nuls               |                         |          |        |              |              |             |             |        |        |
| Total                    | Total                   | Total    | Total  |              | 100          |             | 100         | 33     | 10     |
| Absentions               |                         |          |        |              |              |             |             |        |        |
| Inscrits / participation |                         |          |        |              |              |             |             |        |        |

### Hettange-Grande
- Maire sortant : Roland Balcerzak (LR)
- 29 sièges à pourvoir au conseil municipal (population légale 2022 : 7 768 habitants)
- 13 sièges à pourvoir au conseil communautaire (CC de Cattenom et Environs)

| Tête de liste | Tête de liste | Parti(s) | Nuance | Premier tour | Premier tour | Second tour | Second tour | Sièges | Sièges |
| Tête de liste | Tête de liste | Parti(s) | Nuance | Voix         | %            | Voix        | %           | CM     | CC     |
| ------------- | ------------- | -------- | ------ | ------------ | ------------ | ----------- | ----------- | ------ | ------ |

### Hombourg-Haut
- Maire sortant : Laurent Muller (LR)
- 29 sièges à pourvoir au conseil municipal (population légale 2022 : 6 122 habitants)
- 8 sièges à pourvoir au conseil communautaire (CC de Freyming-Merlebach)

| Tête de liste | Tête de liste | Parti(s) | Nuance | Premier tour | Premier tour | Second tour | Second tour | Sièges | Sièges |
| Tête de liste | Tête de liste | Parti(s) | Nuance | Voix         | %            | Voix        | %           | CM     | CC     |
| ------------- | ------------- | -------- | ------ | ------------ | ------------ | ----------- | ----------- | ------ | ------ |

### L'Hôpital
- Maire sortant : Emmanuel Schuler (DVC)
- 29 sièges à pourvoir au conseil municipal (population légale 2022 : 5 179 habitants)
- 6 sièges à pourvoir au conseil communautaire (CA Saint-Avold Synergie)

| Tête de liste | Tête de liste | Parti(s) | Nuance | Premier tour | Premier tour | Second tour | Second tour | Sièges | Sièges |
| Tête de liste | Tête de liste | Parti(s) | Nuance | Voix         | %            | Voix        | %           | CM     | CC     |
| ------------- | ------------- | -------- | ------ | ------------ | ------------ | ----------- | ----------- | ------ | ------ |

### Knutange
- Maire sortant : Fabrice Cerbai (PCF)
- 23 sièges à pourvoir au conseil municipal (population légale 2022 : 3 206 habitants)
- 2 sièges à pourvoir au conseil communautaire (CA du Val de Fensch)

| Tête de liste            | Tête de liste   | Parti(s) | Nuance | Premier tour | Premier tour | Second tour | Second tour | Sièges | Sièges |
| Tête de liste            | Tête de liste   | Parti(s) | Nuance | Voix         | %            | Voix        | %           | CM     | CC     |
| ------------------------ | --------------- | -------- | ------ | ------------ | ------------ | ----------- | ----------- | ------ | ------ |
|                          | Fabrice Cerbai, | PCF      |        |              |              |             |             |        |        |
|                          | À déterminer    | RN       |        |              |              |             |             |        |        |
|                          |                 |          |        |              |              |             |             |        |        |
| Exprimés                 |                 |          |        |              |              |             |             |        |        |
| Votes blancs             |                 |          |        |              |              |             |             |        |        |
| Votes nuls               |                 |          |        |              |              |             |             |        |        |
| Total                    | Total           | Total    | Total  |              | 100          |             | 100         | 23     | 2      |
| Absentions               |                 |          |        |              |              |             |             |        |        |
| Inscrits / participation |                 |          |        |              |              |             |             |        |        |

### Longeville-lès-Metz
- Maire sortante : Delphine Firtion (DVD)
- 27 sièges à pourvoir au conseil municipal (population légale 2022 : 4 017 habitants)
- 1 siège à pourvoir au conseil communautaire (Eurométropole de Metz)

| Tête de liste | Tête de liste | Parti(s) | Nuance | Premier tour | Premier tour | Second tour | Second tour | Sièges | Sièges |
| Tête de liste | Tête de liste | Parti(s) | Nuance | Voix         | %            | Voix        | %           | CM     | CC     |
| ------------- | ------------- | -------- | ------ | ------------ | ------------ | ----------- | ----------- | ------ | ------ |

### Longeville-lès-Saint-Avold
- Maire sortant : Emmanuel Thiry (DVD)
- 27 sièges à pourvoir au conseil municipal (population légale 2022 : 11 725 habitants)
- 6 siège à pourvoir au conseil communautaire (CC du District Urbain de Faulquemont)

| Tête de liste | Tête de liste | Parti(s) | Nuance | Premier tour | Premier tour | Second tour | Second tour | Sièges | Sièges |
| Tête de liste | Tête de liste | Parti(s) | Nuance | Voix         | %            | Voix        | %           | CM     | CC     |
| ------------- | ------------- | -------- | ------ | ------------ | ------------ | ----------- | ----------- | ------ | ------ |

### Maizières-lès-Metz
- Maire sortant : Julien Freyburger (LR)
- 33 sièges à pourvoir au conseil municipal (population légale 2022 : 11 725 habitants)
- 11 sièges à pourvoir au conseil communautaire (CC Rives de Moselle)

| Tête de liste | Tête de liste | Parti(s) | Nuance | Premier tour | Premier tour | Second tour | Second tour | Sièges | Sièges |
| Tête de liste | Tête de liste | Parti(s) | Nuance | Voix         | %            | Voix        | %           | CM     | CC     |
| ------------- | ------------- | -------- | ------ | ------------ | ------------ | ----------- | ----------- | ------ | ------ |

### Manom
- Maire sortante : Marie-Laurence Herfeld (SE)
- 23 sièges à pourvoir au conseil municipal (population légale 2022 : 3 074 habitants)
- 2 sièges à pourvoir au conseil communautaire (CA Portes de France-Thionville)

| Tête de liste | Tête de liste | Parti(s) | Nuance | Premier tour | Premier tour | Second tour | Second tour | Sièges | Sièges |
| Tête de liste | Tête de liste | Parti(s) | Nuance | Voix         | %            | Voix        | %           | CM     | CC     |
| ------------- | ------------- | -------- | ------ | ------------ | ------------ | ----------- | ----------- | ------ | ------ |

### Marange-Silvange
- Maire sortant : Yves Muller (MoDem)
- 29 sièges à pourvoir au conseil municipal (population légale 2022 : 6 517 habitants)
- 6 sièges à pourvoir au conseil communautaire (CC du Pays Orne-Moselle)

| Tête de liste            | Tête de liste | Parti(s) | Nuance | Premier tour | Premier tour | Second tour | Second tour | Sièges | Sièges |
| Tête de liste            | Tête de liste | Parti(s) | Nuance | Voix         | %            | Voix        | %           | CM     | CC     |
| ------------------------ | ------------- | -------- | ------ | ------------ | ------------ | ----------- | ----------- | ------ | ------ |
|                          | À déterminer  | RN       |        |              |              |             |             |        |        |
|                          |               |          |        |              |              |             |             |        |        |
| Exprimés                 |               |          |        |              |              |             |             |        |        |
| Votes blancs             |               |          |        |              |              |             |             |        |        |
| Votes nuls               |               |          |        |              |              |             |             |        |        |
| Total                    | Total         | Total    | Total  |              | 100          |             | 100         | 29     | 6      |
| Absentions               |               |          |        |              |              |             |             |        |        |
| Inscrits / participation |               |          |        |              |              |             |             |        |        |

### Marly
- Maire sortant : Thierry Hory (LR)
- 29 sièges à pourvoir au conseil municipal (population légale 2022 : 9 937 habitants)
- 4 sièges à pourvoir au conseil communautaire (Eurométropole de Metz)

| Tête de liste | Tête de liste | Parti(s) | Nuance | Premier tour | Premier tour | Second tour | Second tour | Sièges | Sièges |
| Tête de liste | Tête de liste | Parti(s) | Nuance | Voix         | %            | Voix        | %           | CM     | CC     |
| ------------- | ------------- | -------- | ------ | ------------ | ------------ | ----------- | ----------- | ------ | ------ |

### Metz
- Maire sortant : François Grosdidier (SL)
- 55 sièges à pourvoir au conseil municipal (population légale 2022 : 121 695 habitants)
- 43 sièges à pourvoir au conseil communautaire (Eurométropole de Metz)

| Tête de liste | Tête de liste | Parti(s) | Nuance | Premier tour | Premier tour | Second tour | Second tour | Sièges | Sièges |
| Tête de liste | Tête de liste | Parti(s) | Nuance | Voix         | %            | Voix        | %           | CM     | CC     |
| ------------- | ------------- | -------- | ------ | ------------ | ------------ | ----------- | ----------- | ------ | ------ |

### Mondelange
- Maire sortant : Rémy Sadocco (LR)
- 29 sièges à pourvoir au conseil municipal (population légale 2022 : 5 739 habitants)
- 5 sièges à pourvoir au conseil communautaire (CC Rives de Moselle)

| Tête de liste | Tête de liste | Parti(s) | Nuance | Premier tour | Premier tour | Second tour | Second tour | Sièges | Sièges |
| Tête de liste | Tête de liste | Parti(s) | Nuance | Voix         | %            | Voix        | %           | CM     | CC     |
| ------------- | ------------- | -------- | ------ | ------------ | ------------ | ----------- | ----------- | ------ | ------ |

### Montigny-lès-Metz
- Maire sortant : Jean-Luc Bohl (HOR)
- 35 sièges à pourvoir au conseil municipal (population légale 2022 : 21 869 habitants)
- 9 sièges à pourvoir au conseil communautaire (Eurométropole de Metz)

| Tête de liste            | Tête de liste  | Parti(s) | Nuance | Premier tour | Premier tour | Second tour | Second tour | Sièges | Sièges |
| Tête de liste            | Tête de liste  | Parti(s) | Nuance | Voix         | %            | Voix        | %           | CM     | CC     |
| ------------------------ | -------------- | -------- | ------ | ------------ | ------------ | ----------- | ----------- | ------ | ------ |
|                          | Jean-Luc Bohl, | HOR      |        |              |              |             |             |        |        |
|                          |                |          |        |              |              |             |             |        |        |
| Exprimés                 |                |          |        |              |              |             |             |        |        |
| Votes blancs             |                |          |        |              |              |             |             |        |        |
| Votes nuls               |                |          |        |              |              |             |             |        |        |
| Total                    | Total          | Total    | Total  |              | 100          |             | 100         | 35     | 9      |
| Absentions               |                |          |        |              |              |             |             |        |        |
| Inscrits / participation |                |          |        |              |              |             |             |        |        |

### Morhange
- Maire sortant : Christian Stinco (SE)
- 23 sièges à pourvoir au conseil municipal (population légale 2022 : 3 347 habitants)
- 4 sièges à pourvoir au conseil communautaire (CA Saint-Avold Synergie)

| Tête de liste | Tête de liste | Parti(s) | Nuance | Premier tour | Premier tour | Second tour | Second tour | Sièges | Sièges |
| Tête de liste | Tête de liste | Parti(s) | Nuance | Voix         | %            | Voix        | %           | CM     | CC     |
| ------------- | ------------- | -------- | ------ | ------------ | ------------ | ----------- | ----------- | ------ | ------ |

### Moulins-lès-Metz
- Maire sortant : Jean Bauchez (DVD)
- 29 sièges à pourvoir au conseil municipal (population légale 2022 : 5 161 habitants)
- 2 sièges à pourvoir au conseil communautaire (Eurométropole de Metz)

| Tête de liste | Tête de liste | Parti(s) | Nuance | Premier tour | Premier tour | Second tour | Second tour | Sièges | Sièges |
| Tête de liste | Tête de liste | Parti(s) | Nuance | Voix         | %            | Voix        | %           | CM     | CC     |
| ------------- | ------------- | -------- | ------ | ------------ | ------------ | ----------- | ----------- | ------ | ------ |

### Moyeuvre-Grande
- Maire sortant : Franck Roviero (DVG)
- 29 sièges à pourvoir au conseil municipal (population légale 2022 : 7 320 habitants)
- 8 sièges à pourvoir au conseil communautaire (CC du Pays Orne-Moselle)

| Tête de liste            | Tête de liste | Parti(s) | Nuance | Premier tour | Premier tour | Second tour | Second tour | Sièges | Sièges |
| Tête de liste            | Tête de liste | Parti(s) | Nuance | Voix         | %            | Voix        | %           | CM     | CC     |
| ------------------------ | ------------- | -------- | ------ | ------------ | ------------ | ----------- | ----------- | ------ | ------ |
|                          | À déterminer  | RN       |        |              |              |             |             |        |        |
|                          |               |          |        |              |              |             |             |        |        |
| Exprimés                 |               |          |        |              |              |             |             |        |        |
| Votes blancs             |               |          |        |              |              |             |             |        |        |
| Votes nuls               |               |          |        |              |              |             |             |        |        |
| Total                    | Total         | Total    | Total  |              | 100          |             | 100         | 29     | 8      |
| Absentions               |               |          |        |              |              |             |             |        |        |
| Inscrits / participation |               |          |        |              |              |             |             |        |        |

### Nilvange
- Maire sortante : Alexandra Rebstock-Pinna (DVC)
- 27 sièges à pourvoir au conseil municipal (population légale 2022 : 4 375 habitants)
- 4 sièges à pourvoir au conseil communautaire (CA du Val de Fensch)

| Tête de liste            | Tête de liste             | Parti(s) | Nuance | Premier tour | Premier tour | Second tour | Second tour | Sièges | Sièges |
| Tête de liste            | Tête de liste             | Parti(s) | Nuance | Voix         | %            | Voix        | %           | CM     | CC     |
| ------------------------ | ------------------------- | -------- | ------ | ------------ | ------------ | ----------- | ----------- | ------ | ------ |
|                          | Alexandra Rebstock-Pinna, | DVC      |        |              |              |             |             |        |        |
|                          |                           |          |        |              |              |             |             |        |        |
| Exprimés                 |                           |          |        |              |              |             |             |        |        |
| Votes blancs             |                           |          |        |              |              |             |             |        |        |
| Votes nuls               |                           |          |        |              |              |             |             |        |        |
| Total                    | Total                     | Total    | Total  |              | 100          |             | 100         | 27     | 4      |
| Absentions               |                           |          |        |              |              |             |             |        |        |
| Inscrits / participation |                           |          |        |              |              |             |             |        |        |

### Ottange
- Maire sortante : Fabienne Menichetti (PS)
- 23 sièges à pourvoir au conseil municipal (population légale 2022 : 3 012 habitants)
- 3 sièges à pourvoir au conseil communautaire (CC du Pays Haut Val d'Alzette)

| Tête de liste | Tête de liste | Parti(s) | Nuance | Premier tour | Premier tour | Second tour | Second tour | Sièges | Sièges |
| Tête de liste | Tête de liste | Parti(s) | Nuance | Voix         | %            | Voix        | %           | CM     | CC     |
| ------------- | ------------- | -------- | ------ | ------------ | ------------ | ----------- | ----------- | ------ | ------ |

### Petite-Rosselle
- Maire sortant : Eric Federspiel (DVD)
- 29 sièges à pourvoir au conseil municipal (population légale 2022 : 6 176 habitants)
- 5 sièges à pourvoir au conseil communautaire (CA de Forbach Porte de France)

| Tête de liste | Tête de liste | Parti(s) | Nuance | Premier tour | Premier tour | Second tour | Second tour | Sièges | Sièges |
| Tête de liste | Tête de liste | Parti(s) | Nuance | Voix         | %            | Voix        | %           | CM     | CC     |
| ------------- | ------------- | -------- | ------ | ------------ | ------------ | ----------- | ----------- | ------ | ------ |

### Phalsbourg
- Maire sortant : Jean-Louis Madelaine (DVC)
- 27 sièges à pourvoir au conseil municipal (population légale 2022 : 4 657 habitants)
- 13 sièges à pourvoir au conseil communautaire (CC du Pays de Phalsbourg)

| Tête de liste | Tête de liste | Parti(s) | Nuance | Premier tour | Premier tour | Second tour | Second tour | Sièges | Sièges |
| Tête de liste | Tête de liste | Parti(s) | Nuance | Voix         | %            | Voix        | %           | CM     | CC     |
| ------------- | ------------- | -------- | ------ | ------------ | ------------ | ----------- | ----------- | ------ | ------ |

### Puttelange-aux-Lacs
- Maire sortant : Claude Decker (DVD)
- 23 sièges à pourvoir au conseil municipal (population légale 2022 : 3 058 habitants)
- 3 sièges à pourvoir au conseil communautaire (CA Sarreguemines Confluences)

| Tête de liste | Tête de liste | Parti(s) | Nuance | Premier tour | Premier tour | Second tour | Second tour | Sièges | Sièges |
| Tête de liste | Tête de liste | Parti(s) | Nuance | Voix         | %            | Voix        | %           | CM     | CC     |
| ------------- | ------------- | -------- | ------ | ------------ | ------------ | ----------- | ----------- | ------ | ------ |

### Rombas
- Maire sortant : Lionel Fournier (DVG)
- 29 sièges à pourvoir au conseil municipal (population légale 2022 : 9 534 habitants)
- 9 sièges à pourvoir au conseil communautaire (CC du Pays Orne-Moselle)

| Tête de liste | Tête de liste | Parti(s) | Nuance | Premier tour | Premier tour | Second tour | Second tour | Sièges | Sièges |
| Tête de liste | Tête de liste | Parti(s) | Nuance | Voix         | %            | Voix        | %           | CM     | CC     |
| ------------- | ------------- | -------- | ------ | ------------ | ------------ | ----------- | ----------- | ------ | ------ |

### Saint-Avold
- Maire sortant : René Steiner (DVC)
- 33 sièges à pourvoir au conseil municipal (population légale 2022 : 14 828 habitants)
- 19 sièges à pourvoir au conseil communautaire (CA Saint-Avold Synergie)

| Tête de liste            | Tête de liste    | Parti(s) | Nuance | Premier tour | Premier tour | Second tour | Second tour | Sièges | Sièges |
| Tête de liste            | Tête de liste    | Parti(s) | Nuance | Voix         | %            | Voix        | %           | CM     | CC     |
| ------------------------ | ---------------- | -------- | ------ | ------------ | ------------ | ----------- | ----------- | ------ | ------ |
|                          | Vincent Soloviof | SE       |        |              |              |             |             |        |        |
|                          | Tristan Atmania  | DVD      |        |              |              |             |             |        |        |
|                          |                  |          |        |              |              |             |             |        |        |
| Exprimés                 |                  |          |        |              |              |             |             |        |        |
| Votes blancs             |                  |          |        |              |              |             |             |        |        |
| Votes nuls               |                  |          |        |              |              |             |             |        |        |
| Total                    | Total            | Total    | Total  |              | 100          |             | 100         | 33     | 19     |
| Absentions               |                  |          |        |              |              |             |             |        |        |
| Inscrits / participation |                  |          |        |              |              |             |             |        |        |

### Saint-Julien-lès-Metz
- Maire sortant : Franck Osswald (SE)
- 27 sièges à pourvoir au conseil municipal (population légale 2022 : 3 562 habitants)
- 1 siège à pourvoir au conseil communautaire (Eurométropole de Metz)

| Tête de liste | Tête de liste | Parti(s) | Nuance | Premier tour | Premier tour | Second tour | Second tour | Sièges | Sièges |
| Tête de liste | Tête de liste | Parti(s) | Nuance | Voix         | %            | Voix        | %           | CM     | CC     |
| ------------- | ------------- | -------- | ------ | ------------ | ------------ | ----------- | ----------- | ------ | ------ |

### Sainte-Marie-aux-Chênes
- Maire sortante : Sylvie Lamarque (DVG)
- 27 sièges à pourvoir au conseil municipal (population légale 2022 : 4 512 habitants)
- 4 sièges à pourvoir au conseil communautaire (CC du Pays Orne-Moselle)

| Tête de liste | Tête de liste | Parti(s) | Nuance | Premier tour | Premier tour | Second tour | Second tour | Sièges | Sièges |
| Tête de liste | Tête de liste | Parti(s) | Nuance | Voix         | %            | Voix        | %           | CM     | CC     |
| ------------- | ------------- | -------- | ------ | ------------ | ------------ | ----------- | ----------- | ------ | ------ |

### Sarralbe
- Maire sortant : Pierre-Jean Didiot (RE)
- 27 sièges à pourvoir au conseil municipal (population légale 2022 : 4 386 habitants)
- 5 sièges à pourvoir au conseil communautaire (CA Sarreguemines Confluences)

| Tête de liste | Tête de liste | Parti(s) | Nuance | Premier tour | Premier tour | Second tour | Second tour | Sièges | Sièges |
| Tête de liste | Tête de liste | Parti(s) | Nuance | Voix         | %            | Voix        | %           | CM     | CC     |
| ------------- | ------------- | -------- | ------ | ------------ | ------------ | ----------- | ----------- | ------ | ------ |

### Sarrebourg
- Maire sortant : Alain Marty (LR)
- 33 sièges à pourvoir au conseil municipal (population légale 2022 : 12 274 habitants)
- 23 sièges à pourvoir au conseil communautaire (CC de Sarrebourg - Moselle Sud)

| Tête de liste | Tête de liste | Parti(s) | Nuance | Premier tour | Premier tour | Second tour | Second tour | Sièges | Sièges |
| Tête de liste | Tête de liste | Parti(s) | Nuance | Voix         | %            | Voix        | %           | CM     | CC     |
| ------------- | ------------- | -------- | ------ | ------------ | ------------ | ----------- | ----------- | ------ | ------ |

### Sarreguemines
- Maire sortant : Marc Zingraff (DVC)
- 35 sièges à pourvoir au conseil municipal (population légale 2022 : 20 324 habitants)
- 22 sièges à pourvoir au conseil communautaire (CA Sarreguemines Confluences)

| Tête de liste | Tête de liste | Parti(s) | Nuance | Premier tour | Premier tour | Second tour | Second tour | Sièges | Sièges |
| Tête de liste | Tête de liste | Parti(s) | Nuance | Voix         | %            | Voix        | %           | CM     | CC     |
| ------------- | ------------- | -------- | ------ | ------------ | ------------ | ----------- | ----------- | ------ | ------ |

### Serémange-Erzange
- Maire sortant : Serge Jurczak (PCF)
- 27 sièges à pourvoir au conseil municipal (population légale 2022 : 4 188 habitants)
- 3 sièges à pourvoir au conseil communautaire (CA du Val de Fensch)

| Tête de liste            | Tête de liste  | Parti(s) | Nuance | Premier tour | Premier tour | Second tour | Second tour | Sièges | Sièges |
| Tête de liste            | Tête de liste  | Parti(s) | Nuance | Voix         | %            | Voix        | %           | CM     | CC     |
| ------------------------ | -------------- | -------- | ------ | ------------ | ------------ | ----------- | ----------- | ------ | ------ |
|                          | Serge Jurczak, | PCF      |        |              |              |             |             |        |        |
|                          | À déterminer   | RN       |        |              |              |             |             |        |        |
|                          |                |          |        |              |              |             |             |        |        |
| Exprimés                 |                |          |        |              |              |             |             |        |        |
| Votes blancs             |                |          |        |              |              |             |             |        |        |
| Votes nuls               |                |          |        |              |              |             |             |        |        |
| Total                    | Total          | Total    | Total  |              | 100          |             | 100         | 27     | 3      |
| Absentions               |                |          |        |              |              |             |             |        |        |
| Inscrits / participation |                |          |        |              |              |             |             |        |        |

### Spicheren
- Maire sortant : Claude Klein (SE)
- 23 sièges à pourvoir au conseil municipal (population légale 2022 : 3 180 habitants)
- 3 sièges à pourvoir au conseil communautaire (CA de Forbach Porte de France)

| Tête de liste | Tête de liste | Parti(s) | Nuance | Premier tour | Premier tour | Second tour | Second tour | Sièges | Sièges |
| Tête de liste | Tête de liste | Parti(s) | Nuance | Voix         | %            | Voix        | %           | CM     | CC     |
| ------------- | ------------- | -------- | ------ | ------------ | ------------ | ----------- | ----------- | ------ | ------ |

### Stiring-Wendel
- Maire sortant : Yves Ludwig (DVD)
- 33 sièges à pourvoir au conseil municipal (population légale 2022 : 11 048 habitants)
- 9 sièges à pourvoir au conseil communautaire (CA de Forbach Porte de France)

| Tête de liste | Tête de liste | Parti(s) | Nuance | Premier tour | Premier tour | Second tour | Second tour | Sièges | Sièges |
| Tête de liste | Tête de liste | Parti(s) | Nuance | Voix         | %            | Voix        | %           | CM     | CC     |
| ------------- | ------------- | -------- | ------ | ------------ | ------------ | ----------- | ----------- | ------ | ------ |

### Talange
- Maire sortant : Patrick Abate (PCF)
- 29 sièges à pourvoir au conseil municipal (population légale 2022 : 8 044 habitants)
- 7 sièges à pourvoir au conseil communautaire (CC Rives de Moselle)

| Tête de liste | Tête de liste | Parti(s) | Nuance | Premier tour | Premier tour | Second tour | Second tour | Sièges | Sièges |
| Tête de liste | Tête de liste | Parti(s) | Nuance | Voix         | %            | Voix        | %           | CM     | CC     |
| ------------- | ------------- | -------- | ------ | ------------ | ------------ | ----------- | ----------- | ------ | ------ |

### Terville
- Maire sortant : Olivier Postal (LR)
- 29 sièges à pourvoir au conseil municipal (population légale 2022 : 7 609 habitants)
- 5 sièges à pourvoir au conseil communautaire (CA Portes de France-Thionville)

| Tête de liste | Tête de liste | Parti(s) | Nuance | Premier tour | Premier tour | Second tour | Second tour | Sièges | Sièges |
| Tête de liste | Tête de liste | Parti(s) | Nuance | Voix         | %            | Voix        | %           | CM     | CC     |
| ------------- | ------------- | -------- | ------ | ------------ | ------------ | ----------- | ----------- | ------ | ------ |

### Thionville
- Maire sortant : Pierre Cuny (HOR)
- 43 sièges à pourvoir au conseil municipal (population légale 2022 : 42 778 habitants)
- 26 sièges à pourvoir au conseil communautaire (CA Portes de France-Thionville)

| Tête de liste            | Tête de liste   | Parti(s) | Nuance | Premier tour | Premier tour | Second tour | Second tour | Sièges | Sièges |
| Tête de liste            | Tête de liste   | Parti(s) | Nuance | Voix         | %            | Voix        | %           | CM     | CC     |
| ------------------------ | --------------- | -------- | ------ | ------------ | ------------ | ----------- | ----------- | ------ | ------ |
|                          | Philippe Noller | PCF      |        |              |              |             |             |        |        |
|                          | Brigitte Vaïsse | PS       |        |              |              |             |             |        |        |
|                          |                 |          |        |              |              |             |             |        |        |
| Exprimés                 |                 |          |        |              |              |             |             |        |        |
| Votes blancs             |                 |          |        |              |              |             |             |        |        |
| Votes nuls               |                 |          |        |              |              |             |             |        |        |
| Total                    | Total           | Total    | Total  |              | 100          |             | 100         | 43     | 26     |
| Absentions               |                 |          |        |              |              |             |             |        |        |
| Inscrits / participation |                 |          |        |              |              |             |             |        |        |

### Uckange
- Maire sortant : Gérard Léonardi (PS)
- 29 sièges à pourvoir au conseil municipal (population légale 2022 : 7 001 habitants)
- 5 sièges à pourvoir au conseil communautaire (CA du Val de Fensch)

| Tête de liste            | Tête de liste    | Parti(s) | Nuance | Premier tour | Premier tour | Second tour | Second tour | Sièges | Sièges |
| Tête de liste            | Tête de liste    | Parti(s) | Nuance | Voix         | %            | Voix        | %           | CM     | CC     |
| ------------------------ | ---------------- | -------- | ------ | ------------ | ------------ | ----------- | ----------- | ------ | ------ |
|                          | Gérard Léonardi, | PS       |        |              |              |             |             |        |        |
|                          |                  |          |        |              |              |             |             |        |        |
| Exprimés                 |                  |          |        |              |              |             |             |        |        |
| Votes blancs             |                  |          |        |              |              |             |             |        |        |
| Votes nuls               |                  |          |        |              |              |             |             |        |        |
| Total                    | Total            | Total    | Total  |              | 100          |             | 100         | 29     | 5      |
| Absentions               |                  |          |        |              |              |             |             |        |        |
| Inscrits / participation |                  |          |        |              |              |             |             |        |        |

### Woippy
- Maire sortant : Cédric Gouth (DVC)
- 33 sièges à pourvoir au conseil municipal (population légale 2022 : 14 394 habitants)
- 5 sièges à pourvoir au conseil communautaire (Eurométropole de Metz)

| Tête de liste | Tête de liste | Parti(s) | Nuance | Premier tour | Premier tour | Second tour | Second tour | Sièges | Sièges |
| Tête de liste | Tête de liste | Parti(s) | Nuance | Voix         | %            | Voix        | %           | CM     | CC     |
| ------------- | ------------- | -------- | ------ | ------------ | ------------ | ----------- | ----------- | ------ | ------ |

### Yutz
- Maire sortante : Clémence Pouget (SE)
- 33 sièges à pourvoir au conseil municipal (population légale 2022 : 17 497 habitants)
- 12 sièges à pourvoir au conseil communautaire (CA Portes de France-Thionville)

| Tête de liste | Tête de liste | Parti(s) | Nuance | Premier tour | Premier tour | Second tour | Second tour | Sièges | Sièges |
| Tête de liste | Tête de liste | Parti(s) | Nuance | Voix         | %            | Voix        | %           | CM     | CC     |
| ------------- | ------------- | -------- | ------ | ------------ | ------------ | ----------- | ----------- | ------ | ------ |